# Fredmund Malik

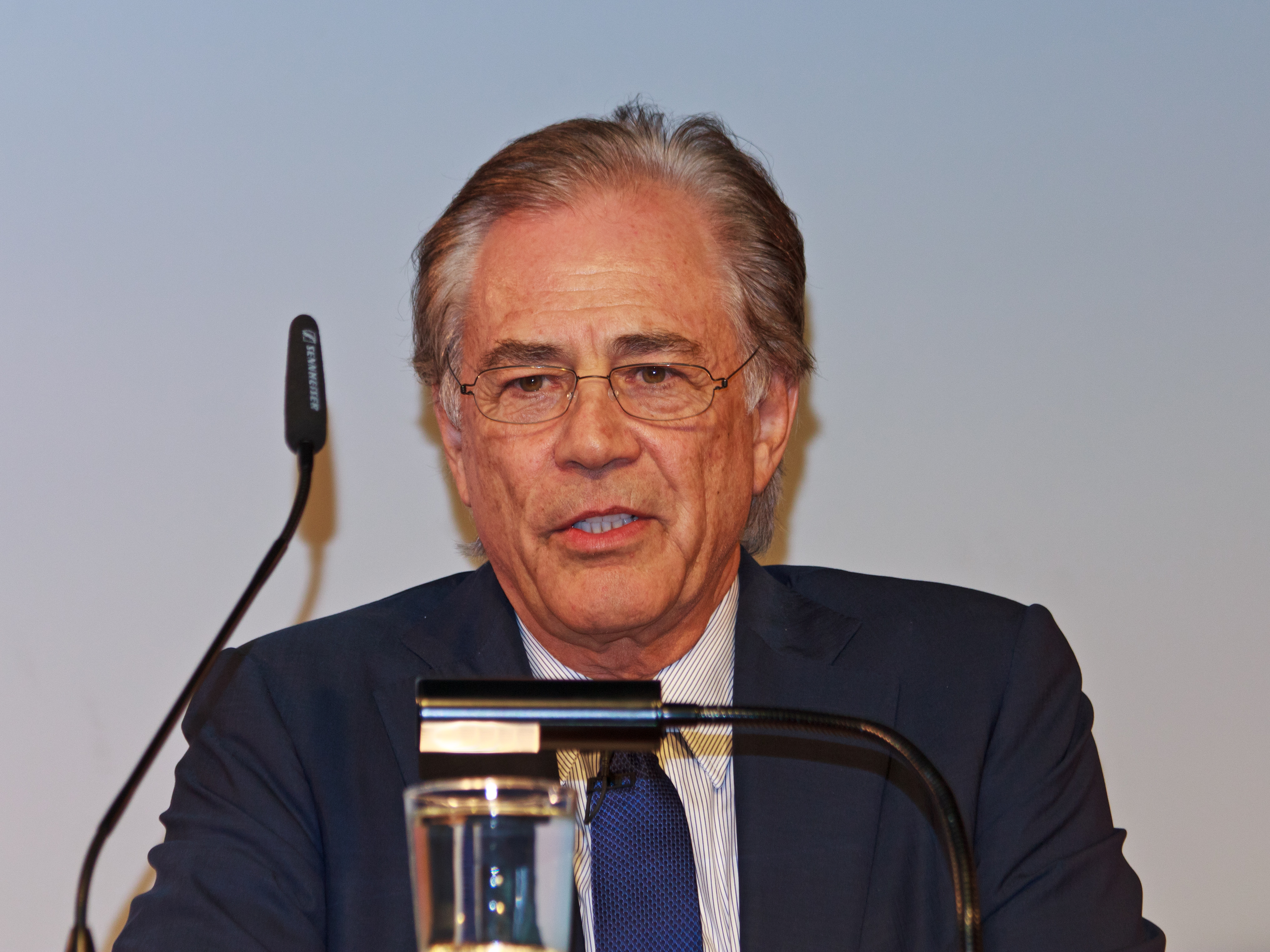
Fredmund Malik, 2014

Fredmund Malik (* 1. September 1944 in Lustenau, Vorarlberg) ist ein österreichischer Wirtschaftswissenschaftler mit Forschungsschwerpunkt Managementlehre sowie Inhaber und Leiter eines Management-Beratungsunternehmens in St. Gallen.
Malik verwendet unter anderem systemtheoretische und kybernetische Ansätze zur Analyse und Gestaltung von Managementsystemen. Er lehrte früher an der Universität St. Gallen und ist dort Titularprofessor für Betriebswirtschaft mit besonderer Berücksichtigung der Unternehmensführungslehre.

## Leben
Malik studierte ab 1968 in Innsbruck und ab 1970 in St. Gallen Wirtschafts- und Sozialwissenschaften. Das Studium schloss er in St. Gallen mit der Promotion ab, 1978 folgte dort die Habilitation für Betriebswirtschaftslehre und die Erteilung der Venia Legendi. 
Seit 1977 leitet er das Management Zentrum St. Gallen, heute Malik Management Zentrum St. Gallen AG. 
Von 1978 bis 1986 war er Privatdozent für Betriebswirtschaft mit Schwerpunkt Unternehmensführung an der Universität St. Gallen. Von 1979 bis 1984 war er gleichzeitig Mitglied der Direktion des Instituts für Betriebswirtschaft an der Universität St. Gallen. Er arbeitete jahrelang mit seinem Doktorvater Hans Ulrich zusammen, dem Begründer des St. Galler Management-Modells. 
Im Jahr 1986 wurde er in St. Gallen zum Titularprofessor ernannt. 
Von 1981 bis 1982 war er Gastdozent an der Universität Innsbruck. 
Von 1992 bis 1997 war er Gastprofessor an der Wirtschaftsuniversität Wien. 
Er ist Mitglied der Europäischen Akademie der Wissenschaften und Künste und seit 2009 Träger des Österreichischen Ehrenkreuzes für Wissenschaft und Kunst und des Heinz-von-Foerster-Preises.
Im Januar 2010 wurde ihm an der Universität Hagen der Heinz-von-Foerster-Preis für Organisations-Kybernetik verliehen. Am 30. September 2016 wurde Prof. Malik von Chinas Premierminister Li Keqiang der People’s Republic of China Friendship Award verliehen, Chinas höchste Auszeichnung für ausländische Experten, die zur wirtschaftlichen und sozialen Entwicklung in China beitragen.
Malik analysiert im Rahmen der Managementkybernetik in einem interdisziplinären Methodenmix Komplexität anhand verschiedener Wissenschaftsansätze. Er wurde maßgeblich beeinflusst von Peter F. Drucker, einem der führenden Avantgardisten der Managementlehre, und von Philosophen wie Karl Popper und Kybernetikern wie Norbert Wiener, Heinz von Foerster, Frederic Vester, Wolfgang Mewes und Stafford Beer. U. a. basiert das Malik Sensitivitätsmodell® nach Prof. Vester auf den Grundlagen von Frederic Vester.
Malik ist Autor zahlreicher Schriften zu Managementtheorie, General Management, Strategie und zur Personalentwicklung. Er strebt insbesondere ein effektives Managementhandeln an und wendet die Kybernetik auf die Managementpraxis an.
Er war von 2004 bis 2007 Aufsichtsratsmitglied bei den ÖBB. 2007 trat Malik als ÖBB-Aufsichtsrat zurück.
Von 1984 bis 2015 war Malik österreichischer Honorarkonsul für die Schweizer Kantone Appenzell Ausserrhoden, Appenzell Innerrhoden und St. Gallen.
2018 wurde Malik mit dem Life Achievement Award ausgezeichnet.

## Sonstige Tätigkeiten
Malik ist Mitglied des Advisory Boards der Peter Drucker Society Europe.
Er ist auch ehrenamtliches Jurymitglied des Innovationswettbewerbs Top 100, der die Auszeichnung Innovator des Jahres an „innovativstes Unternehmen im deutschen Mittelstand“ vergibt.

## Zitat
„Was von dem, was wir heute tun, würden wir nicht mehr neu beginnen, wenn wir es nicht schon täten?“

## Schriften (Auswahl)
- mit Bénédict Hentsch (Hrsg.): Systemorientiertes Management. 1973.
- mit Peter Gomez, Karl-Heinz Oeller: Systemmethodik: Grundlagen einer Methodik zur Erforschung und Gestaltung komplexer soziotechnischer Systeme. Dissertation, 1975.
- (Hrsg.): Praxis des systemorientierten Managements: Festschrift zum 60. Geburtstag von Prof. Dr. Dr. h.c. Hans Ulrich. 1979.
- Management-Systeme. 1981.
- Strategie des Managements komplexer Systeme. 1984, erweiterte Habilitationsschrift, 1978.
- mit Daniel Stelter: Krisengefahren in der Weltwirtschaft. 1990.
- Systemisches Management, Evolution, Selbstorganisation. 1993.
- Management-Perspektiven. 1994.
- Wirksame Unternehmensaufsicht. 1997, später als Die Neue Corporate Governance.
- Führen – Leisten – Leben. Wirksames Management für eine neue Zeit. 2000.
- Gefährliche Managementwörter – Und warum man sie vermeiden sollte. 2004.
- Effective Top Management. 2006.
- Reihe Management: Komplexität meistern. Campus, Frankfurt/New York:
  - Band 1: Management: Das A und O des Handwerks. 2007, ISBN 978-3-593-38285-2.
  - Band 2: Unternehmenspolitik und Corporate Governance. 2008, ISBN 978-3-593-38286-9.
  - Band 3: Strategie: Navigieren in der Komplexität der Neuen Welt. 2011, ISBN 978-3-593-38287-6.
- Wenn Grenzen keine sind. Management und Bergsteigen. Campus, Frankfurt/New York 2014, ISBN 978-3-593-50029-4.
- Führen Leisten Leben: Wirksames Management für eine neue Welt. Komplett überarbeitete Neuauflage, Campus, Frankfurt/New York 2019, ISBN 978-3-593-51069-9.
- Navigieren in Zeiten des Umbruchs: Die Welt neu denken und gestalten. 2015, ISBN 978-3-593-50453-7.
- Gefährliche Managementwörter. Komplett aktualisierte und erweiterte Auflage, 2017, ISBN 978-3-593-50540-4